# Plaine de la Lys
La Plaine de la Lys est une section alluviale particulièrement large de la Vallée de la Lys (Leiedal en néerlandais).

Elle constitue une région naturelle du nord de la France située à une vingtaine de mètres d'altitude, sur les parties Nord et Ouest du territoire de la communauté urbaine de Lille (côté français), en continuité biogéographique avec la vallée de la Deûle, ces deux cours d'eau ayant toutefois été fortement artificialisés (canalisés, rectifiés, et dégradés par un contexte fortement urbanisé et concerné par d'importantes séquelles industrielles et de l'agriculture intensive).

## Histoire
Dans l'Ancien Régime, le sud-ouest de la plaine faisait partie du Comté d'Artois, tandis que le nord et l'est faisaient partie du Comté de Flandre.
C'est une zone dont l'histoire a été particulièrement mouvementée. La vallée a maintes fois été un couloir d'invasion et un lieu de batailles. Elle a aussi été le théâtre d'importants affrontements durant les deux guerres mondiales. Les séquelles de ces guerres sont encore nombreuses dans le paysage, notamment avec les cimetières militaires.

### Activité économique auxXVIIIeetXIXesiècles
Avant la démarcation territoriale des Traités d'Utrecht, les deux rives formaient un ensemble cohérent sur le plan socio-économique. Depuis, cette démarcation constitue un obstacle entre deux régions jusqu'alors étroitement liées par leurs activités. De nombreux chargements de grains et de produits fabriqués privilégiaient les voies d'eau aux voies terrestres et il existait une liaison vers Lille par la Deûle. À titre indicatif, du 1er juin 1785 au 17 février 1787, le compte de passages sous le pont de Comines est de 1819 grandes embarcations et 71 petites. Ce trafic persiste pendant la Révolution française et se poursuit pendant une partie du XIXe siècle. 
La principale activité économique était la culture céréalières et plus spécifiquement celle du froment. La fertilité du sol limoneux permettait d'exploiter des techniques de culture intensives. Aux cultures céréalières s'ajoutaient ensuite les cultures industrielles comme le colza, pour son huile, et le lin, pour approvisionner l'industrie textile locale. L'implantation de l'activité rubanière à Comines, par Philippe Hovyn dès 1719, éclipse peu à peu les autres activités de la vallée, à l'exception des brasseries, qui se concentre alors dans le domaine textile. (voir Histoire de la rubanerie cominoise)

## Géographie
C'est une zone transfrontalière qui fait partiellement partie du Westhoek et de la Flandre française.
Sa richesse en limons très fertiles explique l'omniprésence de l'agriculture et la faible présence de la forêt. Les prairies y sont restées longtemps nombreuses en raison du caractère alluvial et inondable d'une partie de la plaine, mais l'endiguement de la Lys et les progrès du drainage ont causé une forte régression des herbages à partir des années 1960.

## Écologie
La vallée de la lys, en tant qu'ancien corridor biologique, à restaurer dans le cadre de la directive cadre sur l'eau et du réseau écologique paneuropéen, et en tant que corridor effectif de migration des oiseaux) est un élément important de la trame verte et bleue régionale et du réseau écologique paneuropéen (transfrontalier).

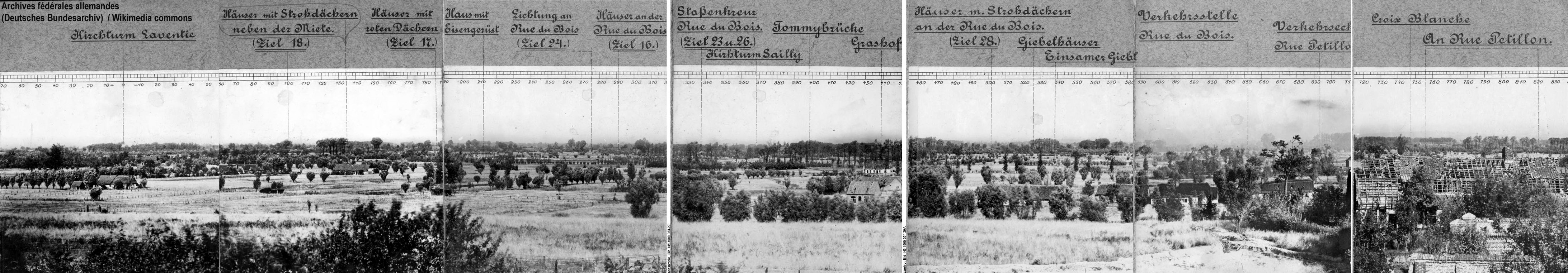
Panoramique gradué réalisé au début de la Première Guerre mondiale pour guider le tir des artilleurs allemands. Cette photo témoigne qu'il y a environ un siècle, la plaine, inondable, était encore presque exclusivement couverte de prairies, prés de fauche, mares et zones humides, avec une structure semi-bocagère entrecoupée de parcelles de culture, où dominaient un réseau d'alignements de saules blancs taillés en têtard le long des fossés de drainage et d'ormes champêtres entretenus en émonde. Les toits de chaume étaient encore très fréquents

## Communes
La région comprend la plaine ou vallée de la rivière Lys qui s'est fortement urbanisée depuis la Première Guerre mondiale. Les villes et villages de la plaine sont, depuis Courtrai en Belgique :
- Bissegem
- Marke
- Wevelgem
- Lauwe
- Menin
- Halluin
- Bousbecque
- Linselles
- Wervik
- Wervicq-Sud
- Comines (Belgique)
- Comines (France)
- Bas-Warneton
- Warneton-Bas
- Warneton (Belgique)
- Warneton (France)
- Deûlémont
- Frelinghien
- Houplines
- Nieppe
- Armentières
- Erquinghem-Lys
- Sailly-sur-la-Lys
- Estaires
- La Gorgue
- Merville
- Calonne-sur-la-Lys
- Saint-Floris
- Saint-Venant
- Haverskerque
- Thiennes
- Aire-sur-la-Lys